# Itabirinha
Itabirinha est une municipalité brésilienne de l'État du Minas Gerais et la microrégion de Mantena.